# Фріц Фішер
Фрідріх «Фріц» Фішер (нім. Friedrich "Fritz" Fischer, 22 вересня 1956, Кельхайм, Баварія, ФРН) — колишній німецький біатлоніст, олімпійський чемпіон, дворазовий чемпіон світу, володар Кубка світу в сезоні 1987/1988. Виступав за національну команду ФРН. До 2007 року був одним з тренерів німецької команди з біатлону.